# Yassine Moudatir
Yassine Moudatir (ar. ياسين مدثر ;ur. 28 sierpnia 1975) – marokański judoka. Olimpijczyk z Londynu 2012, gdzie zajął siedemnaste miejsce w wadze ekstralekkiej.
Uczestnik mistrzostw świata w 2010, 2011, 2013, 2017, 2018. Startował w Pucharze Świata w latach: 2008–2012 i 2014–2017. Złoty medalista igrzysk śródziemnomorskich w 2013. Zdobył sześć medali na mistrzostwach Afryki w latach 2010 – 2017. Trzeci w igrzyskach panarabskich w 2011 roku.

## Letnie Igrzyska Olimpijskie 2012
| Konkurencja | Eliminacje               | Klas. końcowa |
| Konkurencja | Przeciwnik I             | Miejsce       |
| ----------- | ------------------------ | ------------- |
| 60 kg       | Valtteri Jokinen (FIN) P | 17.           |